# جيمس شابمان (مؤلف)
جيمس شابمان (بالإنجليزية: James Chapman)‏ (1955)؛ روائي أمريكي.